# Martin Lindell
Martin Lindell, född 1980 i Kristianstad, Sverige, författare av faktalitteratur om datorspel samt senior advisor på Embracer Group.
Lindell var redaktör på Manual, den svenska branschtidningen för TV- och datorspel, mellan åren 2000 och 2006. Från augusti 2006 fram till mars 2007 var han nordisk chefredaktör för Manual och fick därmed även ansvar för den norska och danska utgåvan av tidningen. Lindell var spelredaktör för Nöjesguiden från mars 2004 till mars 2007, varit spelexpert på MTV Sveriges morgonprogram "Mycket mer än müsli" från oktober 2006 till mars 2007 samt har frilansat för Premiär och Kingsize. 
Från 2007 fram till 2011 arbetar han som informatör på Dataspelsbranschen som är Sveriges branschförening för multimedia-, dator- och TV-spel. 2012-2013 blir han förläggare av spel på Pan Vision och ansvarar bland annat för utgivningen Pippi Långstrump på Nintendo DS och Nintendo 3DS. I samband med att Pan Vision avvecklar delar av verksamheten slutar Lindell och börjar arbeta på spelutvecklaren EA DICE.
Han är engagerad inom bevarandet av svensk spelhistoria och har arrangerat paneler samt föreläsningar i olika sammanhang och evenemang som Retrospelsmässan och Retrogathering.